# Альварадо, Феликс
Фе́ликс Пе́дро Альвара́до Санче́с (исп. Felix Pedro Alvarado Sanchez; род. 15 февраля 1989, Манагуа) — никарагуанский профессиональный боксёр, бывший чемпион мира по версии IBF в первом наилегчайшем весе (до 49 кг или 108 фунтов). По версии BoxRec занимает 3-е место (23,86 баллов) среди боксёров первого наилегчайшего веса на 1 августа 2020 года и 266-е место среди боксёров вне весовой категории.

## Карьера

### 2010 год
В начале своей карьеры провел 9 боев за год и во всех выиграл, оппозиция в основном состояло из слабых бойцов. Дебютный бой прошел в Манагуа против такого же дебютанта Хулио Эрнандеса, Феликс выиграл нокаутом в 1 раунде. 27 марта выиграл нокаутом в 1 раунде Лестера Берриоса (1-3-0), бой прошел в минимальном весе. 24 апреля выиграл нокаутом в 3 раунде Идера Кардозу(2-2-0). 26 июня выиграл нокаутом в первом раунде Мелвина Оливареса (0-4-0). 30 июля выиграл нокаутом 3 раунде Хуана Мунгия (1-1-1), бой прошел в наилегчайшем весе. 4 сентября выиграл нокаутом в 3 раунде Ленина Трано (0-3-2). 25 сентября выиграл нокаутом во второй раз в 3 раунде Хуана Мунгия (1-2-1). 23 октября выиграл нокаутом во 2 раунде Педро Бландона (3-11-0). 6 ноября выиграл единогласным решением судей (58-56 59-55 60-54) бывшего претендента на титул WBO в минимальном весе Мигеля Теллеса (19-12-1) проиграл нокаутом в 2006 году Ивану Кальдерону .

### 2011 год
5 февраля выиграл нокаутом в 1 раунде Хосе Мартинеса (9-15-0). 18 июня выиграл решением большинства судей (58-57 57-57 58-56) непобежденного Арнолдо Солано(8-0-0). 26 ноября выиграл нокаутом во втором раунде Хералдо Молина (7-5-1). 17 декабря выиграл титул Чемпиона Никарагуа в первом наилегчайшем весе единогласным решением судей (93-96 94-95 94-95) у крепкого Элизера Куизада (11-1-1).

### 2012 год
30 июня выиграл нокаутом в 1 раунде Мигеля Альфаро (3-6-4). 15 декабря выиграл нокаутом в третьем раунде трехкратного претендента на титулы чемпиона мира в первом наилегчайшем весе по версии WBA (в 2005 году проиграл по очкам Роберто Васкесу) и дважды по версии IBF (в 2008 проиграл по очкам Улисес Солису и 2010 году и также по очкам Луису Альберто Лазарте) Неруса Эспинозу (29-8-2) это был закат карьеры для Неруса и выиграть молодого Феликса он не сумел.

### 2013 год
27 апреля в городе Сан-Педро который находится не далеко от Сан-Хосе (Коста-Рика) выиграл нокаутом в 1 раунде претендента на титул чемпиона мира по версии WBC в первом наилегчайшем весе панамца Карлоса Мело (21-15-1; проиграл нокаутом в 2009 году Эдгар Сосе), бой прошел в наилегчайшем весе (до 50,8 кг или 112 фунтов), это был первый бой Феликса за пределами Никарагуа. 29 июня выиграл нокаутом в 1 раунде мексиканца Рамона Пена (15-23-6) бой проходил в Коста-Рике. 30 августа выиграл нокаутом в 3 раунде Хосе Агилара (13-10-2). Феликс подписал контракт на бой против чемпиона мира (в двух весовых категориях на то время) по версии WBA Кадзуто Иока для которого это была добровольная защита титула. 31 декабря третьей и, скорее всего, последней защите титула чемпиона мира по версии WBA в первом наилегчайшем весе (до 49 кг) японец Кадзуто Иока (14-0, 9; нокаут) перебоксировал ранее не знавшего горечи поражений никарагуанского претендента Феликса Альварадо (18-1, 15; нокаут), заполучив победу единогласным решением судей — 115—113, 119—109, 119—110. Отменный во всех смыслах поединок проходил на встречных курсах, причём Альварадо, как и подобает латиноамериканскому панчеру, действовал из расчёта «количество > качество». В том случае, если бы чемпион ленился в тренировочном зале, Феликс вполне мог рассчитывать на победу — его прессинг подавил бы сопротивление многих топ-бойцов дивизиона, однако выносливость Кадзуто была без изъяна, и японец, налегая на левые боковые и апперкоты, довёл очень зрелищное противостояние до конкурентной и справедливой победы.

### 2014 год
После поражения Кадзуте Иока Феликс поднялся в наилегчайший вес, чтобы сразиться с чемпионом в двух весовых категориях аргентинцем Хуаном Карлосом Ревеко (33-1-0), бой прошел 6 июня в Буэнос-Айресе (Аргентина) на кону был титул WBA, агрессивные попытки Феликса смести аргентинца с чемпионского трона обернулись для Хуана рассечённым ухом и подбитым левым глазом, однако вырвать итоговую победу Феликсу не удалось: 117—109, 115—112 и 115—110 в пользу Хуана Карлоса, отстоявшего регалию уже в восьмой раз подряд, и второе поражение к ряду в чемпионских боях. 26 сентября Феликс во второй раз выиграл нокаутом но уже в 1 раунде Хосе Агилара (15-13-4).

### 2015 год
23 мая выиграл нокаутом во 2 раунде Александра Тайлора (10-5-1). 28 августа выиграл нокаутом в 1 раунде Гильермо Ортиза (13-8-3). 19 декабря выиграл во второй раз выиграл в 5 нокауте Идера Кардозу (18-7-1).

### 2016 год
19 февраля выиграл нокаутом в 4 раунде мексиканца Ноя Медину (11-4-0). 16 декабря в третий раз выиграл но уже единогласным мнением судей (77-75 77-75 78-74) Идера Кардозу (21-9-1). Для Феликса эти два года (2015—2016) были подготовками чтобы попробовать ещё раз выиграть титул.

### 2017 год
27 января Феликс завоевал вакантный региональный титул WBC Latino в первом наилегчайшем весе выиграв нокаутом в 1-м раунде мексиканца Роберто Родригеса Нукаменди (11-1-0). 24 февраля защитил титул выиграв нокаутом в 1 раунде мексиканца Габриэля Руиса (11-5-0). 31 марта во второй раз защитил титул выиграв нокаутом в 1-м раунде колумбийца Луиса де ла Роса (24-7-1), который претендовал на титул WBA проиграв 2015 году японцу Рёити Тагути. 28 апреля выиграл нокаутом в 1 раунде бывшего претендента на титулы WBA и IBO в минимальном весе колумбийца Карлуиса Диаза (23-6-0; проиграл нокаутом Хекки Бадлеру). 26 мая в последний раз защитил свой титул выиграв нокаутом в 1 раунде бывшего претендента на титул IBF в минимальном весе (проиграл Хосе Архумедо), колумбийца Хосе Антонио Хименеса (18-6-1). 14 октября выиграл нокаутом в 3 раунде претендента на титул IBF в минимальном весе тайца Теерафонга Утайда (34-5-1; Кацунари Такаяме проиграл).

### 2018 год
26 января выиграл отказом от продолжения боя в третьем раунде мексиканца Себастьяна Санчеса (10-4-0). 23 марта выиграл нокаутом в 1 раунде мексиканца Элиута де ла Сантоса (16-5-0). 28 апреля Феликс стал обязательным претендентом на титул IBF выиграв отказом от продолжения боя в третьем раунде бывшего претендента на титул WBA в минимальном весе(проиграл в 2010 году нокаутом боксеру Роману Гонсалесу) мексиканца Ивана Менесеса Флореса (19-16-1). После того как Хекки Бадлер отказался от титула IBF, за вакантный титул 29 ноября дрались Феликс Альварадо и бывшим «временным» чемпионом WBA филиппинцем Рэнди Петалкорином(29-2-1) бой проходил в Маниле (Филиппины). Для Феликса это уже третья титульная попытка. Обе предыдущие завершились неудачей (против Кадзуто Иоки (23-1, 13; нокаут) из Японии и Хуана Карлоса Ревеко (39-4, 13; нокаут) из Аргентины, в обоих случаях проиграл решением судей) — это единственные два поражения в карьере Феликса. В бою с Петалкорином Феликс действовал агрессивным первым номером. Пытался зажать оппонента к канатам и там хорошенько поработать, преимущественно ударами по корпусу. Мощные атаки Феликса принесли результат сразу же после экватора боя. В 7-м раунде Петалкорин трижды оказывался на канвасе, все три нокдауна — после пропущенных ударов по корпусу. После чего рефери Эрни Шариф был вынужден остановить поединок. Феликс стал чемпионом мира с третьего раза.

### 2019 год
19 мая в городе Кобе (префектура Хиого,Япония) местный претендент Реия Кониши (17-2, 7 КО) не использовал и вторую титульную попытку в карьере — не сумел отобрать чемпионский титул по версии IBF в первом наилегчайшем весе (до 49 кг или 108 фунтов) у никарагуанского чемпиона Феликса Альварадо (34-2, 30 KO). Как и в марте 2018 года в бою с обладателем титула WBA Regular венесуэльцем Карлосом Канисалесом (21-0-1, 17 КО), (Кониши стойко продержался на своих двоих всю 12-раундовую дистанцию, но перебить боксёра, который превосходит в ударной мощи, не сумел). Бой ожидаемо получился матёрым. Стойкий и физически крепкий Кониши прессинговал и даже вынуждал чемпиона пятится. Правда, тот ловко окучивал претендента на отходах, ярко вставляя мощные апперкоты, сотрясая железобетонную голову японца. Гораздо лучше Кониши удался отрезок в середине боя. Он наконец-то сумел подобрать выгодную дистанцию, казалось, перехватил инициативу, но физических кондиций на весь бой не хватило — сказались тяжелейшие пропущенные удары. Чемпион здорово провёл концовку боя, не дал усомниться в своём превосходстве. Но прежде всего сказалось то, что претендент замедлился и существенно снизил плотность боя. В 10-м и 11-м раундах Альварадо был близок к досрочной победе, но Кониши в очередной раз продемонстрировал нечеловеческую стойкость. Осознав, что завалить такого соперника не удастся, чемпион минимизировал риски в финальной трёхминутке. Судьи с происходящем в ринге разобрались на уровне, вынесли справедливый вердикт: 117—111, 118—110 и 116—112 в пользу Альварадо. Чемпион после боя с удовольствием пообщался и не отказывал в совместном фото с местными болельщиками бокса. В Японии Феликс становится популярным боксёром.